# A Sunday Afternoon in Rural England
A Sunday Afternoon in Rural England è un cortometraggio muto del 1912 diretto da Ashley Miller.

## Produzione
Il film fu prodotto dalla Edison Manufacturing Company.

## Distribuzione
Distribuito dalla General Film Company, il film - un documentario di 90 metri - uscì nelle sale cinematografiche degli Stati Uniti l'11 dicembre 1912. Nelle proiezioni, veniva programmato con il sistema dello split reel, accorpato in un'unica bobina con un altro cortometraggio prodotto dalla Edison, la commedia No Place for a Minister's Son.